# Francisco Ayala
Francisco Ayala García-Duarte (Granada, 16 de marzo de 1906-Madrid, 3 de noviembre de 2009) fue un escritor español. Entre sus obras de invención destacan las novelas Muertes de perro (1958) y El fondo del vaso (1962) y sus colecciones de relatos Los usurpadores (1949) y La cabeza del cordero (1949). De formación jurídica, partió al exilio en 1939 y desarrolló su carrera profesional como profesor de Sociología en Argentina y Puerto Rico y, posteriormente, como catedrático de Literatura en diversas universidades de Estados Unidos. También fue articulista, traductor y editor. Tras su vuelta a España con la democracia, Ayala fue reconocido, entre otros, con el Premio Cervantes, el Premio Príncipe de Asturias de las Letras y el Premio Nacional de Narrativa. Ocupó el sillón Z de la Real Academia Española.

## Biografía

### Infancia y adolescencia

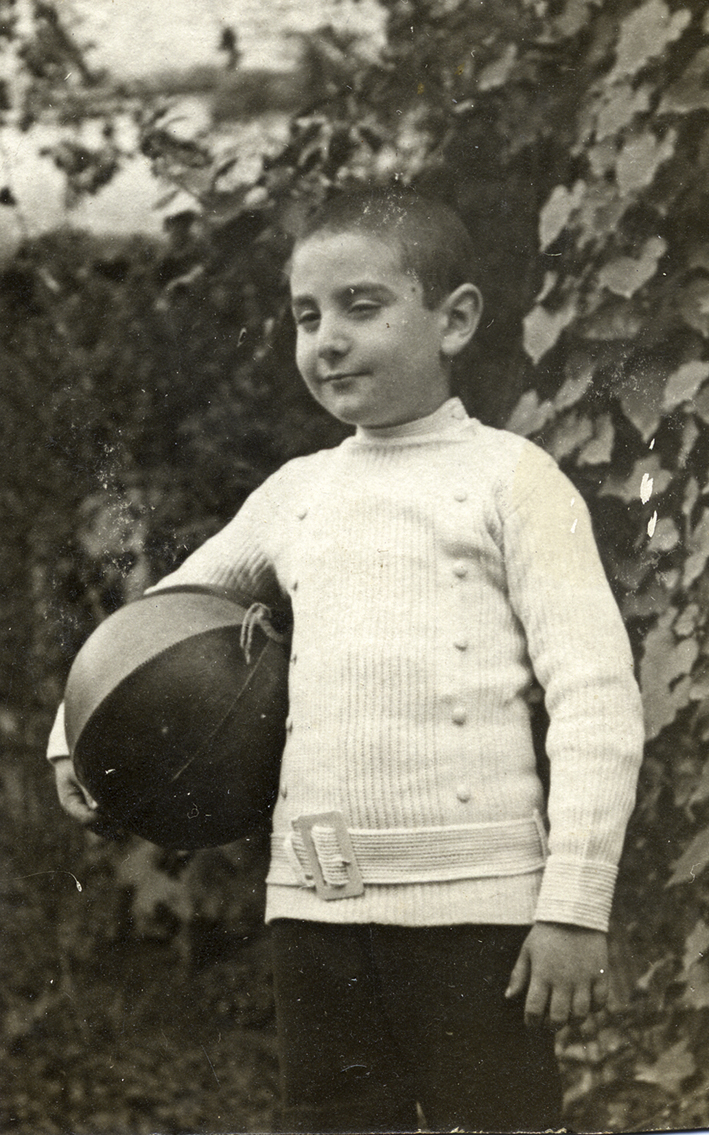
Francisco Ayala a los siete años.

Francisco Ayala nació en Granada el 16 de marzo de 1906. Su padre, Francisco Ayala Arroyo, natural de Campillos (Málaga), procedía de una familia acomodada; su madre, la pintora granadina Luz García-Duarte González, era hija del médico Eduardo García Duarte, quien llegó a ser rector de la Universidad de Granada. Bautizado como Francisco de Paula Eduardo Vicente Julián de la Santísima Trinidad, Ayala fue el primogénito de una familia burguesa culta condicionada por altibajos económicos. Tras pasar sus primeros años en un piso de alquiler en la calle de San Agustín, la familia se trasladó al barrio granadino del Albaicín, a una vivienda ubicada en el Carmen de la Cruz Blanca; ahí se enmarcan los primeros recuerdos de niñez de Ayala:

... era una casa muy espaciosa, con columnas de mármol en el bajo y, en el piso superior, precisamente en la cámara que mis padres usaban como dormitorio, unos artesonados árabes que de cuando en cuando los turistas, entonces no tan numerosos, ingleses casi siempre, pedían permiso para admirar. El carmen tenía un jardín hermoso, extendido hasta los muros de un convento que lo cerraba al fondo...

 Posteriormente, la familia se mudó a una casa situada en el número 18 de la calle San Miguel Baja. Francisco acudió con su hermano pequeño José Luis al parvulario del Colegio de Niñas Nobles; después fue alumno del Colegio Calderón y del Colegio de los Padres Escolapios. En 1918 se matriculó en el Instituto General y Técnico de Granada para cursar el Bachillerato.

### Años madrileños
Las dificultades económicas empujaron al padre de Ayala a aceptar un puesto en una naviera británica con sede en Madrid. Allí se trasladó la familia al completo: los padres, Francisco y sus hermanos José Luis, Eduardo, Vicente, Rafael y Enrique; se instalaron en un piso de la calle Lope de Rueda, donde al poco nació la hermana pequeña, María de la Luz. En 1923, Ayala terminó el Bachillerato y se matriculó en el curso preparatorio de Derecho de la Universidad Central. Pronto la Biblioteca Nacional se convirtió en uno de los lugares predilectos del joven Ayala: 

... en aquella sala de lectura, devoré yo –con placer, con enorme entusiasmo– todas las obras de Baroja, de Azorín, de Unamuno, Valle-Inclán, Pérez de Ayala, Gabriel Miró, y aun algunas de los novelistas populares de entonces, como los ya nombrados, o Zamacois, o Felipe Trigo.

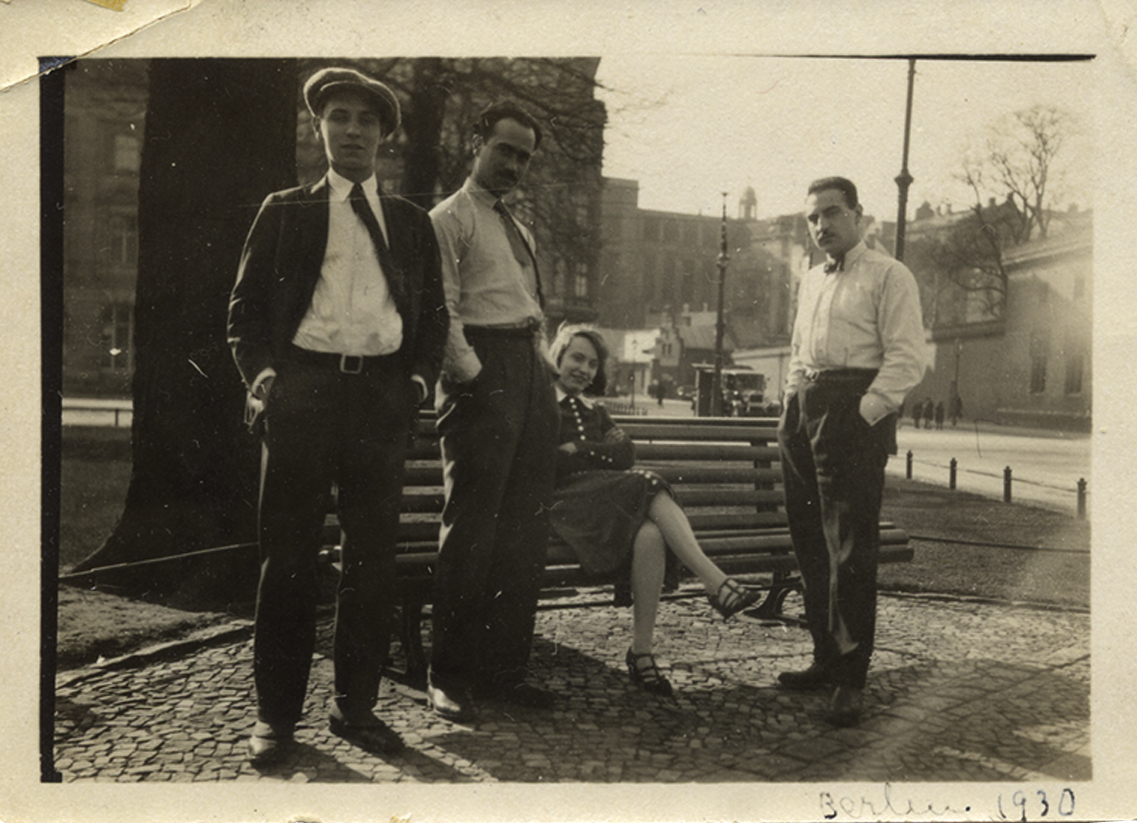
Francisco Ayala (a la derecha) durante su estancia en Berlín en 1930.

Ayala entró en contacto con los círculos literarios madrileños, en los que la vanguardia comenzaba a abrirse paso. El 28 de febrero de 1923 publicó su primera colaboración en la prensa madrileña, y poco después vieron la luz sus novelas Tragicomedia de un hombre sin espíritu (1925) e Historia de un amanecer (1926). En esos años frecuentó las tertulias de la Revista de Occidente y de La Gaceta Literaria, publicaciones en las que irían apareciendo sus relatos, artículos y reseñas. En 1929 obtuvo una beca de la facultad de Derecho de la Universidad de Madrid, de la que ya era profesor auxiliar, para ampliar su formación en Berlín. Allí conoció a Etelvina Silva, una estudiante chilena con la que contrajo matrimonio en 1931. De vuelta en Madrid, tras la proclamación de la Segunda República, ejerció de redactor en los periódicos Crisol y Luz. En 1932 ganó las oposiciones a Letrado de las Cortes y en 1935 obtuvo una cátedra de Derecho Político. Unos meses antes, el 4 de noviembre de 1934, había nacido Nina Ayala Silva, su única hija. En la primavera de 1936 Ayala viajó a Sudamérica con su familia para impartir una serie de conferencias. Allí tuvo noticia de la sublevación militar del 18 de julio y decidió volver a España para reincorporarse a su puesto de funcionario. 
Durante la guerra civil, Ayala desempeñó diversas tareas para el gobierno de la República, primero en Madrid y después en Valencia. En 1937 fue destinado a la legación de Praga como secretario de Luis Jiménez de Asúa. A su vuelta siguió trabajando para el gobierno republicano en Barcelona, hasta que el 23 de enero de 1939 partió al exilio. La guerra tuvo unas consecuencias terribles para la familia de Ayala, tal como cuenta él mismo en sus memorias: 

... Llevado al presidio de Burgos con dos de sus hijos (mis hermanos José Luis, que, casado ya, vivía con él, y Vicente, que se hallaba de paso visitándolo), a mi padre le había tocado entrar cierto día en una de las cotidianas sacas de presos y había sido asesinado junto con los demás infelices. A mi hermano Rafael, reclutado por el ejército a los diecisiete años de edad, lo habían fusilado como desertor.

### Exilio

#### Argentina

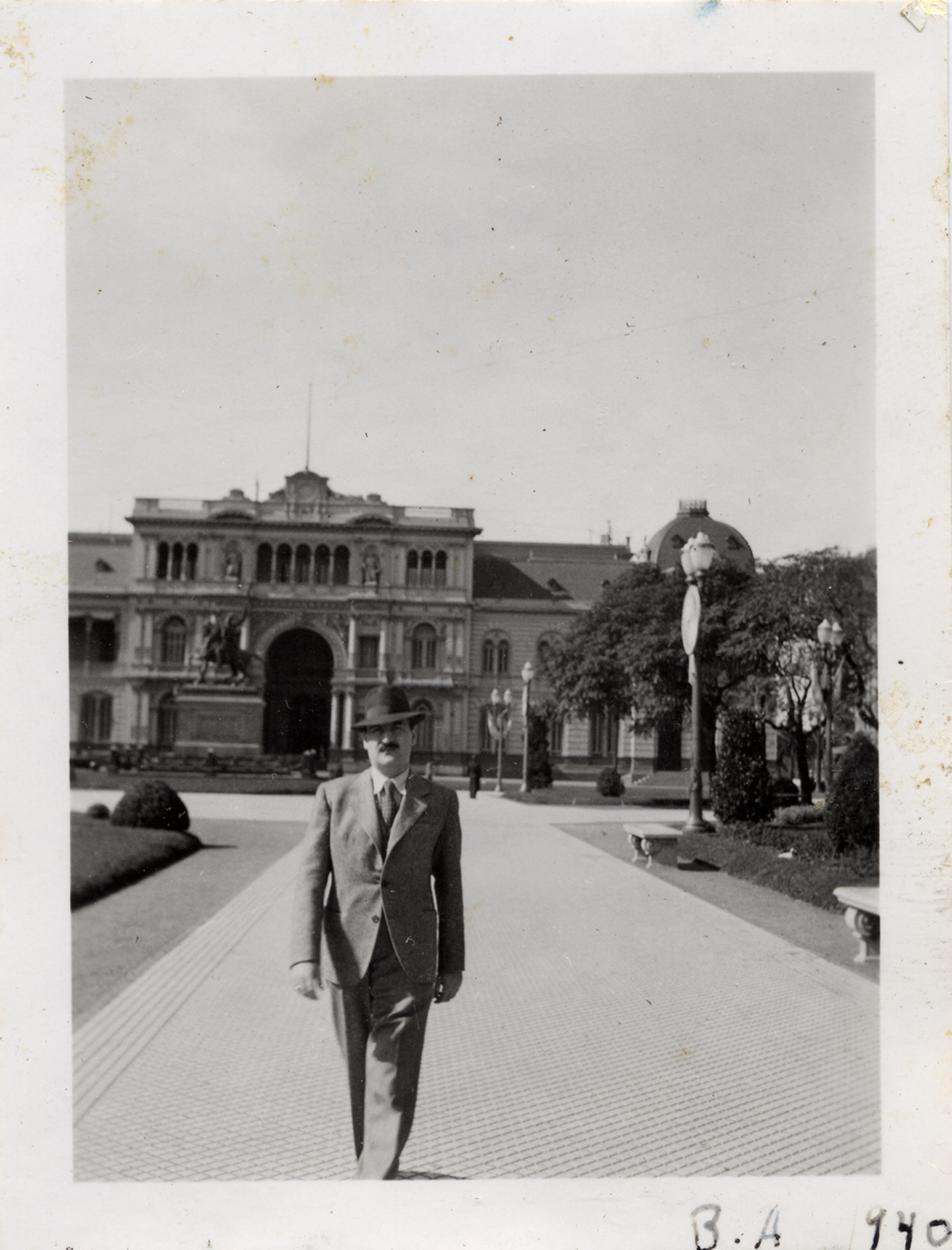
Francisco Ayala frente a la Casa Rosada. Buenos Aires, 1940.

Tras un periplo que lo llevó por Francia, Cuba y Chile, Ayala se instaló con su familia en Buenos Aires, y muy pronto comenzó a publicar artículos en el diario La Nación. En 1940 fue contratado por la Universidad Nacional del Litoral (Santa Fe) para impartir unos cursos de Sociología, pero su principal desempeño durante este periodo en Argentina fue como editor y traductor. En esta nueva etapa vital, Ayala retomó la escritura de ficción: en 1939 publicó en la revista Sur «Diálogo de los muertos», que diez años después formaría parte del volumen Los usurpadores. En 1945 se trasladó a Río de Janeiro, donde pasó todo ese año impartiendo un curso de Sociología. Allí se relacionó con escritores e intelectuales como Carlos Drummond de Andrade, Manuel Bandeira o la chilena Gabriela Mistral, que ejercía de cónsul de su país en Río; y escribió gran parte de su Tratado de Sociología. A su vuelta a la Argentina puso en marcha con Lorenzo Luzuriaga y Francisco Romero un nuevo proyecto: la creación y edición de Realidad. Revista de Ideas, que en sus 18 números (publicados entre 1947 y 1949) contó con colaboradores de la talla de Arnold J. Toynbee, Martin Heidegger, T. S. Eliot, Pedro Salinas, Juan Ramón Jiménez o Jean Paul Sartre. En 1949, último año de la estancia de Ayala en Argentina, aparecieron dos de sus principales obras: Los usurpadores y La cabeza del cordero.

#### Puerto Rico
Francisco Ayala llegó a Puerto Rico en enero de 1950. La isla vivía un momento histórico crucial, inmersa en el proceso constituyente que conduciría a su declaración como Estado Libre Asociado. Tras impartir un curso semestral como profesor invitado, el rector de la Universidad de Puerto Rico, Jaime Benítez, encomendó a Ayala la organización de los estudios de ciencias sociales, y le confió la dirección de la editorial universitaria. Sus proyectos más destacados fueron la creación de la revista La Torre y la puesta en marcha de la colección Biblioteca de Cultura Básica. Al igual que en Argentina, el escritor granadino se relacionó con los exiliados españoles que habían recalado en Puerto Rico, como José Medina Echavarría, Federico de Onís, Aurora de Albornoz, Ricardo Gullón o Juan Ramón Jiménez. Así recoge Ayala en sus memorias la llegada a la isla del Premio Nobel: 

¡Gran expectación! Tras laboriosas negociaciones y largas demoras, por fin se anunciaba la llegada a Puerto Rico de Juan Ramón Jiménez. La Universidad había logrado –¡galardón precioso!– que el gran poeta aceptara su hospitalidad como huésped de honor. Pero ¡ay!, que el gran poeta estaba enfermo, muy enfermo. Llegaba en viaje marítimo, y los más distinguidos médicos de la isla habían acudido a esperarlo en el puerto.

 En 1955 Ayala fue invitado por Vicente Llorens a impartir clase durante un semestre en la Universidad de Princeton, tras el cual se reincorporó a su puesto en la Universidad de Puerto Rico. A comienzos de 1957, durante un viaje por Oriente, Ayala recibió una nueva propuesta de Llorens para sustituirlo durante el semestre de otoño de ese año; en esta segunda estancia en Princeton fue cuando terminó de escribir Muertes de perro, su primera novela en treinta años.

#### Estados Unidos

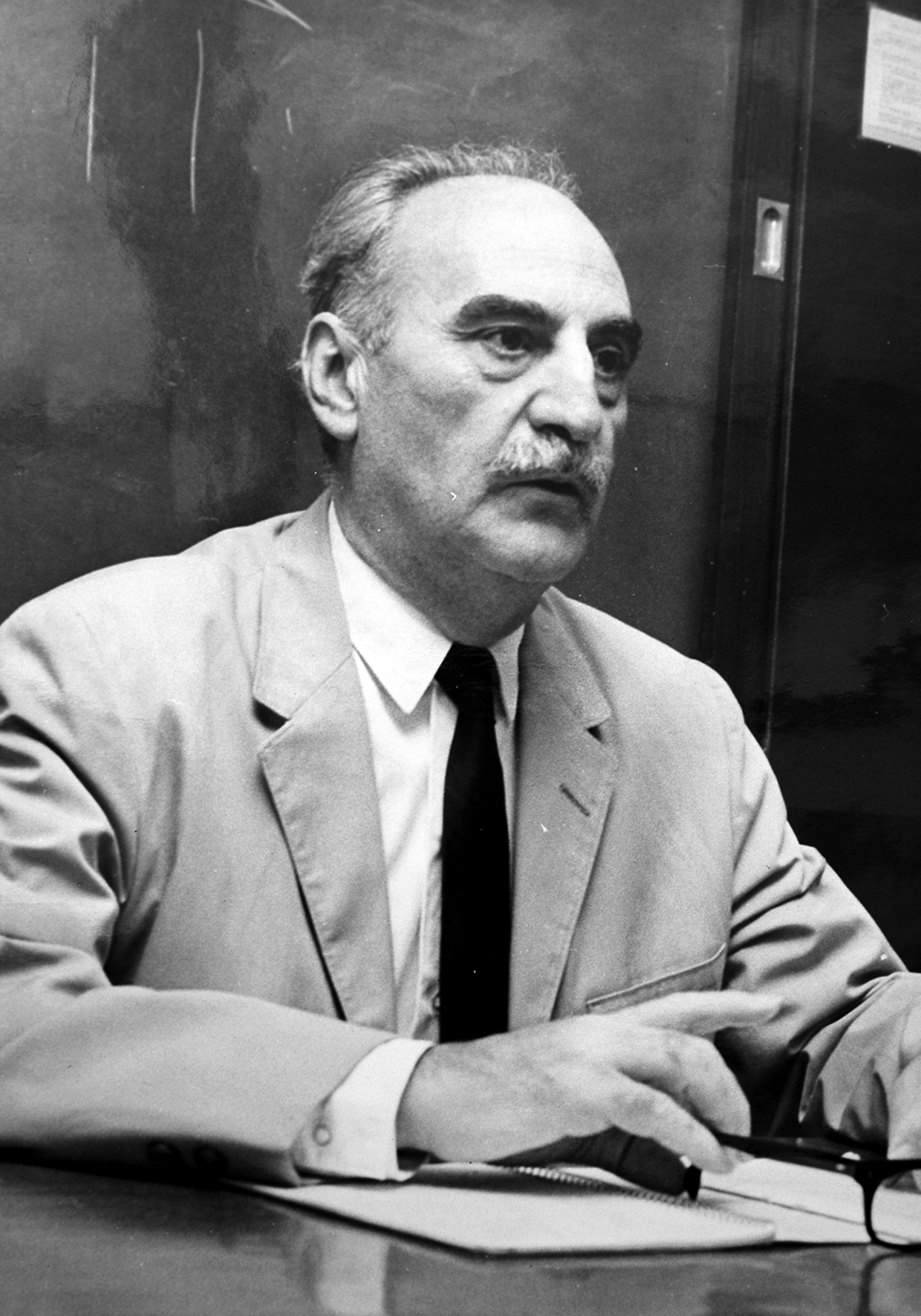
Francisco Ayala en 1957.

A partir del otoño de 1958, y hasta su jubilación en 1976, Francisco Ayala ejerció de catedrático de literatura en diversas universidades norteamericanas, siempre teniendo la ciudad de Nueva York como principal residencia. Dio clases en la Universidad Rutgers (1958-1966), Bryn Mawr College (1959-1964), Universidad de Nueva York (1964-1966), Universidad de Chicago (1966-1973) y en la Universidad de la Ciudad de Nueva York (1973-1976). En esta etapa Ayala disfrutó de una estabilidad económica y laboral que le permitió proseguir con su carrera literaria. En 1962 publicó la novela El fondo del vaso mientras se preparaba la traducción de Muertes de perro al inglés.
En el verano de 1960, el autor volvió por primera vez desde el final de la guerra civil a España. Su intención, según confiesa en una carta a Guillermo de Torre poco antes de iniciar el viaje, era «tener la “experiencia” de España tras más de 20 años y toda una vida de ausencia, y esa experiencia es lo que, primordialmente, voy buscando». El viaje también supuso el retorno a su Granada natal, a la que no había vuelto desde hacía casi cuarenta años: 

Regresé, y todo seguía igual; todo respondía y se ajustaba en seguida a la imagen de mi recuerdo. No era tanto que yo reconociese lo que encontraba; es que buscaba lo que deseaba encontrar, reconocer. [...] Granada apenas si había cambiado durante ese medio siglo de mi ausencia; era todavía, continuaba siendo, la Granada de mi niñez.

 Desde entonces fueron habituales los viajes veraniegos a España, hasta que, tras su jubilación, y ya muerto el dictador e iniciado el proceso de transición a la democracia, Ayala regresó a su país de origen definitivamente.

### De vuelta en casa

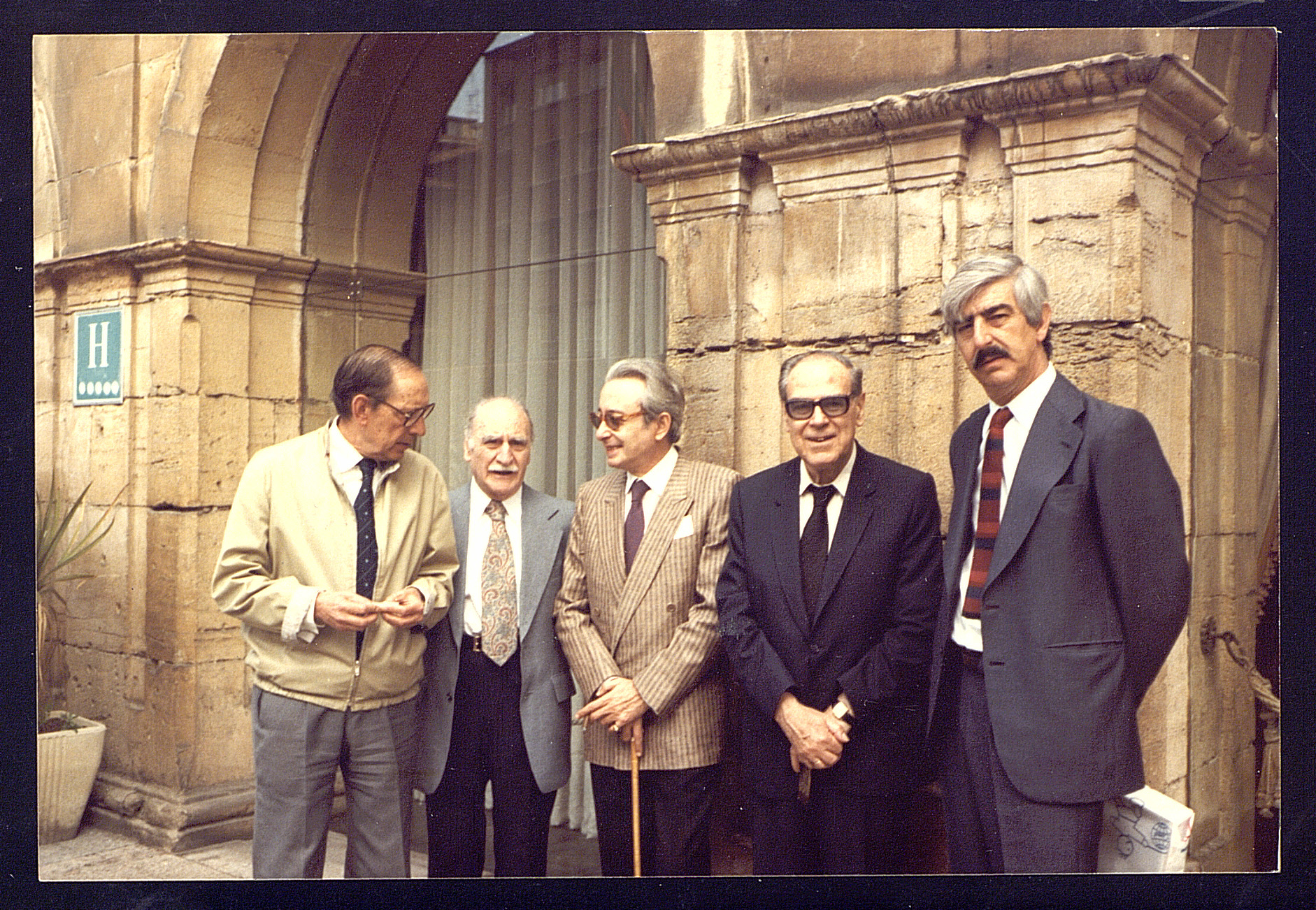
Francisco Ayala en 1983 con el resto de miembros del jurado del Premio Príncipe de Asturias de las Letras de ese año: Miguel Delibes, Jesús Aguirre, Alonso Zamora Vicente y Juan Benet.

Instalado en Madrid, Ayala se reintegró con facilidad en la vida cívica y cultural española. Desde la tribuna que le ofrecían diarios como Informaciones o El País, aportó su visión de intelectual comprometido con los aspectos más relevantes de la política y la sociedad del momento. En esta época fue habitual su participación en foros culturales y cursos universitarios. Durante los ochenta publicó los tres volúmenes que conforman su principal obra memorialística: Recuerdos y olvidos, cuya edición definitiva aparecería en 2006. 
En 1983 fue distinguido con el Premio Nacional de Narrativa por el segundo volumen de las citadas memorias. Un año después, ingresó en la Real Academia Española, donde ocupó hasta su fallecimiento el sillón Z mayúscula. En 1988 obtuvo el Premio Nacional de las Letras Españolas, en 1991 recibió el Premio Cervantes y en 1998 le fue concedido el Premio Príncipe de Asturias de las Letras. A estos reconocimientos se sumaron los doctorados honoris causa por las universidades Complutense de Madrid, Sevilla, Granada, Toulouse-Le Mirail, UNED y Carlos III, y otras distinciones como la Medalla de Oro de la Ciudad de Granada, la Medalla de Oro del Círculo de Bellas Artes de Madrid en 1997 o la Medalla al Mérito del Trabajo en 2004. 
En 2006 Ayala asistió a los actos y homenajes que se celebraron con motivo de su centenario. En sus últimos años siguió recibiendo muestras de la admiración del mundo de la cultura hacia su figura. El 15 de febrero de 2007 se convirtió en el primer depositario de la Caja de las Letras del Instituto Cervantes y el 19 de marzo del mismo año participó en la inauguración de la sede de la Fundación que lleva su nombre en Granada. Francisco Ayala falleció el 3 de noviembre de 2009 en su domicilio en Madrid a consecuencia de un debilitamiento físico generalizado. El 1 de diciembre su viuda, Carolyn Richmond, depositó sus cenizas bajo un limonero trasplantado ese mismo día en el patio de naranjos de la Fundación Francisco Ayala.

## Obra

### Narrativa
Antes de cumplir los veinte años, Ayala ya había publicado dos novelas de corte realista: Tragicomedia de un hombre sin espíritu (1925) e Historia de un amanecer (1926). En ambas obras se aprecia claramente su profundo conocimiento de la tradición literaria española, desde Cervantes y la picaresca hasta el realismo galdosiano. Mientras que Tragicomedia de un hombre sin espíritu cuenta la historia de un hombre –Miguel Castillejo– víctima de la maldad de sus semejantes, Historia de un amanecer narra la lucha de unos revolucionarios contra un régimen opresor. En estas novelas el autor despliega las técnicas narrativas heredadas de la novela española tradicional. Aunque adolecen de los errores típicos de un escritor en ciernes, ambas obras ofrecen indicios de los derroteros que seguirá la narrativa ayaliana del futuro.
Tras escribir estas novelas, Ayala buscaba nuevos caminos expresivos y entró en contacto con los movimientos de vanguardia, lo que daría lugar a una serie de relatos que recopilaría en sus dos libros vanguardistas: El boxeador y un ángel (1929) y Cazador en el alba (1930), que, en opinión del crítico Juan Manuel Bonet, forman “uno de los conjuntos de textos más coherentes de la prosa de vanguardia española”. El boxeador y un ángel está compuesto por cinco ficciones en las que asuntos anecdóticos en torno al cine (“Polar, estrella”) y el boxeo (“El boxeador y un ángel”) conviven con piezas de inspiración mitológica (“Susana saliendo del baño”) o bíblica (“El gallo de la pasión”). En la línea de la literatura deshumanizada defendida por Ortega y Gasset, la trama es lo de menos en estas narraciones, en las que lo importante es el estilo y la originalidad. Esa actitud lúdica pervive en los dos textos que componen Cazador en el alba, previamente publicados en Revista de Occidente (“Cazador en el alba” y “Erika ante el invierno”), si bien en estos hay un intento consciente de lograr una mayor coherencia interna más allá de la simple experimentación vanguardista.
En conjunto, la prosa vanguardista de Ayala destaca por un cuidado estilo salpicado de metáforas, imágenes y comparaciones. También es importante la influencia del cine, tanto en los temas como en el interés del autor por trasladar la técnica cinematográfica a la literatura. La ciudad es la gran protagonista de estas narraciones, un decorado que refleja los avances de la sociedad contemporánea.

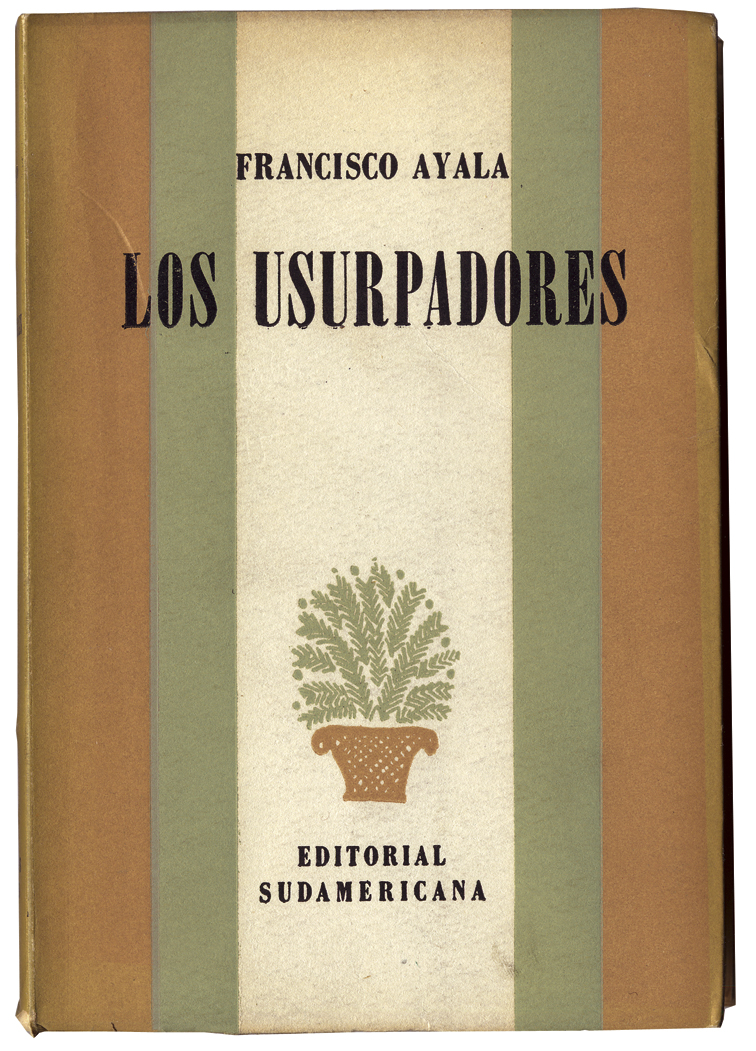
Cubierta de la primera edición de Los usurpadores (Editorial Sudamericana, 1949).

El mismo año de su llegada a Buenos Aires, Francisco Ayala escribió su primer texto de ficción tras una década de silencio narrativo: se trata de “Diálogo de los muertos”, publicado en la revista Sur. No obstante, hay que esperar hasta 1949 para la aparición de Los usurpadores, libro de relatos con el que se inicia la fase madura de la producción literaria ayaliana. Estas narraciones, ambientadas en hechos de la historia de España, tienen como tema central la idea de que todo poder ejercido por el ser humano sobre su prójimo es siempre una usurpación. El libro, que cuenta con textos tan memorables como “San Juan de Dios” o “El Hechizado”, se cierra precisamente con el citado “Diálogo de los muertos”. 
También en 1949 dio a la imprenta La cabeza del cordero, conjunto de narraciones que se centran en la guerra civil. Para afrontar un asunto tan reciente y traumático, el escritor adopta un punto de vista moral para abordar la contienda y sus efectos. Más allá de lo anecdótico, relatos como “El Tajo” o “El regreso” indagan en los comportamientos humanos de los personajes y en la vertiente ética de las situaciones relatadas.
La siguiente recopilación de relatos es Historia de macacos (1955), primer libro de Ayala publicado en España desde que saliera al exilio. Las narraciones de este volumen suponen una inflexión irónica en su producción; este cambio de tono también se percibe en el uso del humor tragicómico.
Coincidiendo con sus primeros años como profesor en Estados Unidos, Ayala vuelve a la novela con Muertes de perro (1958). Ambientada en un imaginario país en el trópico americano, la obra recrea el clima de opresión política y moral de una dictadura cuyo epicentro –el general Antón Bocanegra– apenas aparece en la trama. El protagonismo recae en el narrador testigo, Luis Pinedo, un sujeto que ha decidido escribir la crónica de los convulsos tiempos que le han tocado vivir, para lo que recopila diferentes testimonios, escritos y orales, entre los que destacan las memorias de otro de los protagonistas, Tadeo Requena, secretario personal del dictador. Otros personajes importantes de la trama son doña Concha (mujer de Bocanegra), el ministro Luis Rosales y el doctor Olóriz. Técnicamente Muertes de perro destaca por la pluralidad de puntos de vista y discursos narrativos sobre los que se va desenvolviendo la trama, así como por la riqueza de los distintos registros lingüísticos. En palabras de José María Merino, más allá de ser una novela sobre un dictador, Muertes de perro “ofrece una parábola nada complaciente sobre ciertos aspectos de la experiencia social de los seres humanos”. El propio Francisco Ayala apuntó en esa dirección al indicar en su ensayo “El fondo sociológico en mis novelas” (1968):

... el elemento político en Muertes de perro constituye tan solo el marco –uno de los posibles marcos– dentro del cual se encuadra lo que es principal objeto de la novela: presentación de la vida humana desde ciertos ángulos en busca de su sentido último. Calificarla de «novela política» es errar su meta.

El enfoque moral y la visión desencantada de la condición humana seguirán presentes en El fondo del vaso (1962), novela considerada hasta cierto punto una continuación de Muertes de perro. Si bien es cierto que se desarrolla en el mismo país una vez restablecida la democracia, y que su protagonista ya aparecía, aunque de manera anecdótica, en la misma, en El fondo del vaso cambia la situación política y cambia también el tono, más cercano a la sátira humorística que a la denuncia social. José Lino Ruiz, el protagonista, es un narrador muy del gusto ayaliano, “un pobre hombre cuyas vilezas iremos descubriendo a lo largo de su propio relato”.
Tras publicar en la editorial argentina Sur un nuevo libro de ficciones –El as de Bastos (1963)– comienza Ayala a componer la que en opinión de muchos críticos es su obra más personal: El jardín de las delicias, cuya primera edición vio la luz en la editorial barcelonesa Seix Barral en 1971. Nos encontramos ante una obra que sufriría adiciones y modificaciones hasta su edición definitiva en 2006. Articulado en torno a dos secciones –“Diablo mundo” y “Días felices”– este libro poliédrico tiene como temas principales, según la hispanista Carolyn Richmond, el tiempo y el yo del Ayala creador. Emilio Orozco, el primer crítico que dedicó un estudio a esta obra, advirtió que en el proceso de creación de El jardín subyace la preocupación de Ayala por la estructura narrativa y por el sentido unitario del que quiere dotar al conjunto: “No importa que corresponda cada una a una fecha distinta, si responde a una análoga vena y tono. Le interesa ver lo esencial de la condición humana, sorprendido desde distintas perspectivas y circunstancias. Por eso le interesa la visión aislada y lo fragmentario”.

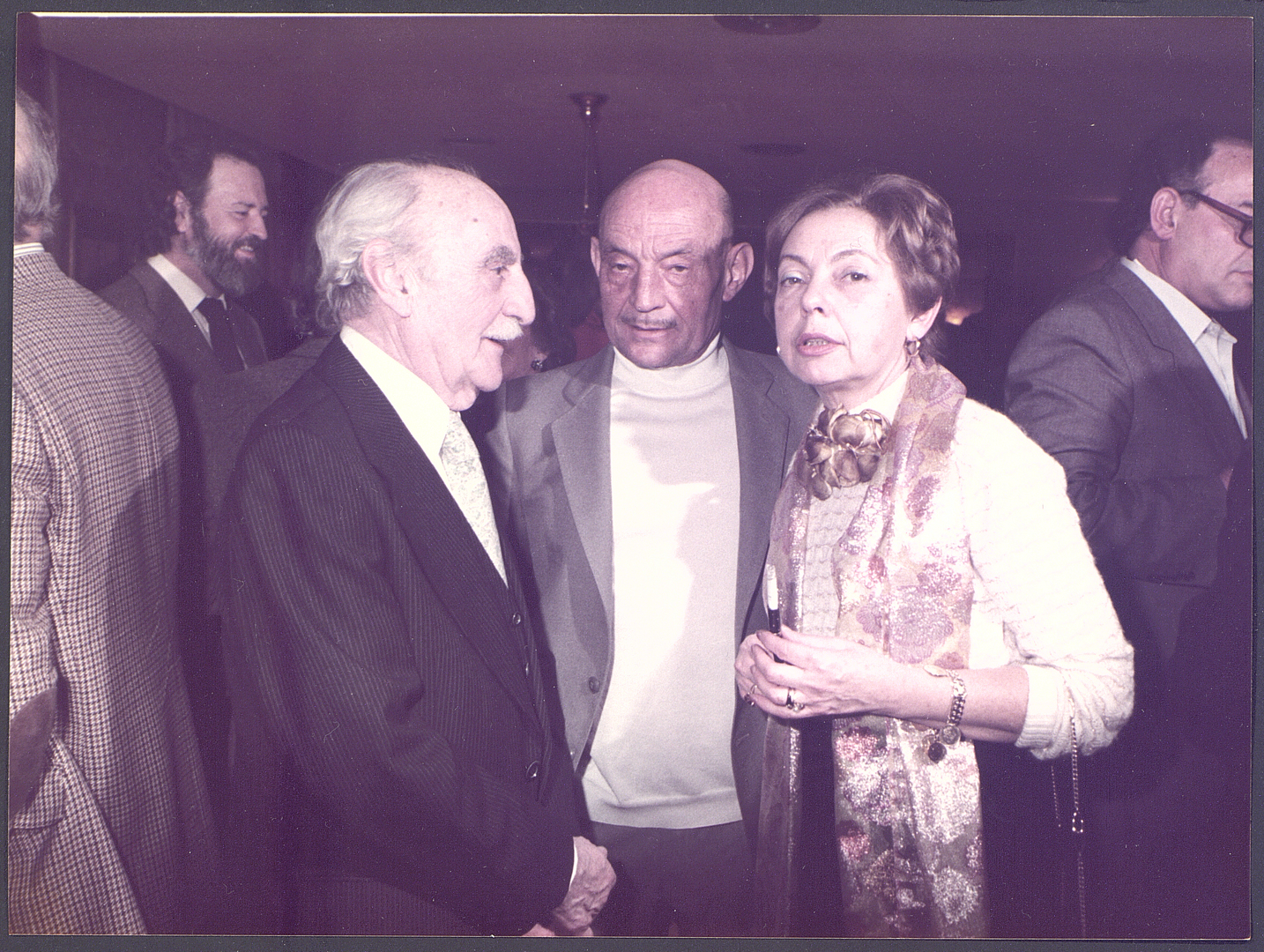
Francisco Ayala con José Hierro y Aurora de Albornoz en los años 80.

Aunque de carácter memorialístico, Recuerdos y olvidos cabe ser considerada una obra literaria más de Ayala, pues tal como reconocía el propio autor a propósito de la publicación del primer tomo de sus memorias en 1982, “en ellas recojo hechos reales, por supuesto, pero transformados literariamente. Es un libro de ficción cuyo material es la experiencia real, sin transformación alguna en cuanto a los hechos, pero elaborados en cuanto a la forma”. El segundo volumen, “El exilio”, apareció en 1983 (Premio Nacional de Literatura en modalidad de narrativa) y el tercero, “Retornos”, en 1988. Coincidiendo con su centenario, Ayala publicó en 2006 un cuarto volumen, de carácter recopilatorio, titulado “De vuelta en casa”.

### Escritos sociológicos
En la formación sociológica de Ayala fue determinante el magisterio del catedrático de Derecho Político Adolfo G. Posada; también influyó el pensamiento de Ortega y Gasset, a quien Ayala había frecuentado en la tertulia de la Revista de Occidente desde mediados de los años veinte. Antes de su viaje a Alemania de 1929 para seguir complementando sus estudios en la materia, el escritor había dejado en imprenta Indagación del cinema, primer libro publicado en España sobre el cine. Influido por las corrientes vanguardistas del momento, el volumen compilaba sus críticas y reflexiones sobre el nuevo arte, presentándose como un primer intento de analizar sociológicamente las relaciones entre el cine y la sociedad moderna. 
Ya en Berlín, Ayala entró en contacto con Hermann Heller y los principales representantes de la sociología historicista alemana: Freyer, Mannheim, Alfred y Max Weber, Oppenheimer... De vuelta a España comenzó a preparar su tesis doctoral, dirigida por Posada y defendida en 1931: Los partidos políticos como órganos de gobierno en el Estado Moderno (en prensa), claramente influida por la obra de Heller. En los textos y artículos periodísticos de esta época se aprecia lo que el investigador Alberto J. Ribes ha denominado el “enfoque sociológico” ayaliano, una primera etapa en la que el joven Ayala entiende la sociología como un instrumento para conocer la sociedad y superar la crisis de la modernidad.
La segunda etapa del Ayala sociólogo va de 1939 a 1952. Durante este periodo, conocido como el de la “sociología sistemática” (Ribes, 123 y ss.), publica sus obras sociológicas más importantes. Según Salvador Giner, los textos de estos años suponen una indagación sociológica de la libertad humana desde las posiciones de la escuela historicista. Entre estos títulos destacan El problema del liberalismo (1941), Historia de la libertad (1943), Razón del mundo (1944), Los políticos (1944) y sus dos grandes monografías sociológicas, el Tratado de sociología (1947) y la Introducción a las ciencias sociales (1952). El Tratado, publicado originalmente en tres volúmenes por la editorial Losada, se convirtió rápidamente en un manual de referencia en el mundo hispano, pues era la primera exposición sistemática de la disciplina sociológica en nuestra lengua. Por su parte, Introducción a las ciencias sociales es una obra divulgativa, sin perder su carácter académico, en la que el autor aboga por la necesidad de lograr un conocimiento del mundo en que vivimos a través de la discusión de sus problemas.

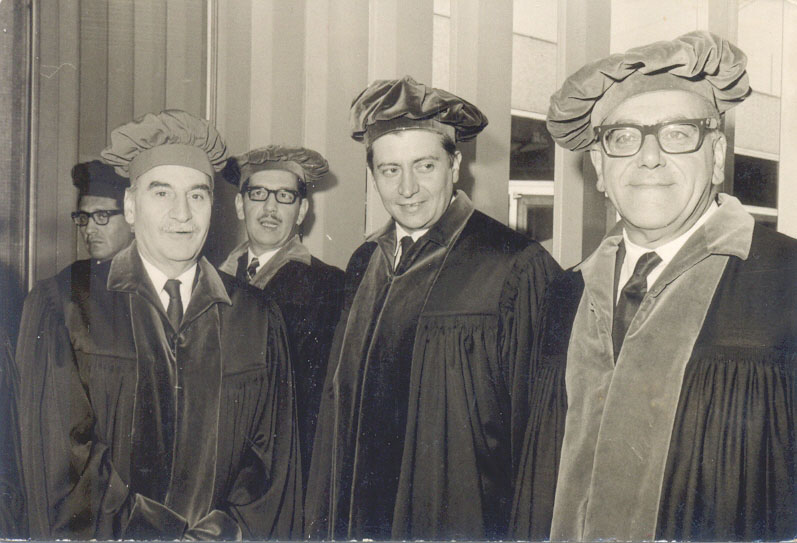
Francisco Ayala con el historiador argentino José Luis Romero (primero por la derecha) en la Universidad de Münster en 1961.

En 1957 Ayala cambió de país –de Puerto Rico a Estados Unidos– y de disciplina académica –de enseñar Sociología a enseñar Literatura–. Tras la publicación de la Introducción, su sociología se hizo más difusa, menos sistemática (Ribes, 227). No volvió Ayala a escribir obras sociológicas académicas; ahora en su producción intelectual tiende cada vez más a las formas del ensayo y al artículo, como lo demuestran libros como Tecnología y libertad (1959), Razón del mundo: La preocupación de España (1962) o España, a la fecha (1965). La cuestión de España y sus problemas ya había sido tratada por el autor en los años 40 (Razón del mundo: Un examen de conciencia intelectual, 1944). Nunca había dejado Ayala de lado la realidad española; desde su primera visita en 1960 trató de tomar el pulso en primera persona a la sociedad española, paralelamente a sus reflexiones sobre la historia más reciente del país. Ya en fecha tan temprana como 1965 una obra como España, a la fecha se aventura a presagiar los posibles derroteros por los que el país habrá de transitar para dejar atrás la dictadura de Franco y unirse al tren de las democracias occidentales.
A partir de los años 70, la producción intelectual ayaliana tiende a una fusión de los géneros –'desdiferenciación' en palabras de Ribes– y a la fragmentación:

Se acabaron los géneros, se acabó la distinción entre ficción y realidad (se acentúa el juego entre realidad y ficción), se acabó también la rígida separación entre sociología (ya ni difusa) y literatura (también más que difuminada). [...] la opción adoptada por Ayala es la de profundizar en la fragmentación [...], y su manera de hacerlo es mediante la producción de textos. Textos que son a la vez de varios géneros y que no pertenecen ortodoxamente a ninguno, pero en los que no deja de estar presente como fondo el “enfoque sociológico” y muchas de las ideas fundamentales que Ayala venía exponiendo desde otras formas a lo largo de sus muchas y variadas obras.

Estos textos en ocasiones aparecerán publicados en prensa y formarán parte de recopilaciones como La imagen de España (1986), El escritor en su siglo (1990) o Contra el poder y otros ensayos (1992).

### Estudios literarios
Del mismo modo que el Ayala narrador es inseparable del Ayala sociólogo, el Ayala teórico y crítico literario no se entendería sin su enfoque sociológico ni su producción literaria. El propio autor explicaba así esta tendencia natural:

El cultivo de relatos imaginarios me ha procurado la mayor satisfacción, y en este género creo haber producido obras dotadas de alguna perennidad. Nadie podrá extrañar, siendo así, que, al margen de la creación de ficciones tales, me haya preocupado también por los problemas que dicha creación suscita, y que, apoyado en mi propia experiencia, haya intentado investigar y discurrir acerca de las peculiaridades, recursos, dificultades y felicidades del ejercicio novelístico; dicho en otras palabras: que me haya aplicado también, siquiera marginalmente, al estudio de la teoría literaria y a la práctica del análisis crítico.

 La reflexión sobre la creación literaria propia y ajena es una constante en la producción intelectual de Francisco Ayala desde sus primeros escritos. Con poco más de 20 años publicó sus primeras colaboraciones críticas en Revista de Occidente y La Gaceta Literaria. En estas revistas reseñó novelas de autores extranjeros como André Gide, John Dos Passos y Alfred Döblin, y algunas de las principales obras de la narrativa española de vanguardia como El profesor inútil de Benjamín Jarnés o Pájaro Pinto de Antonio Espina.

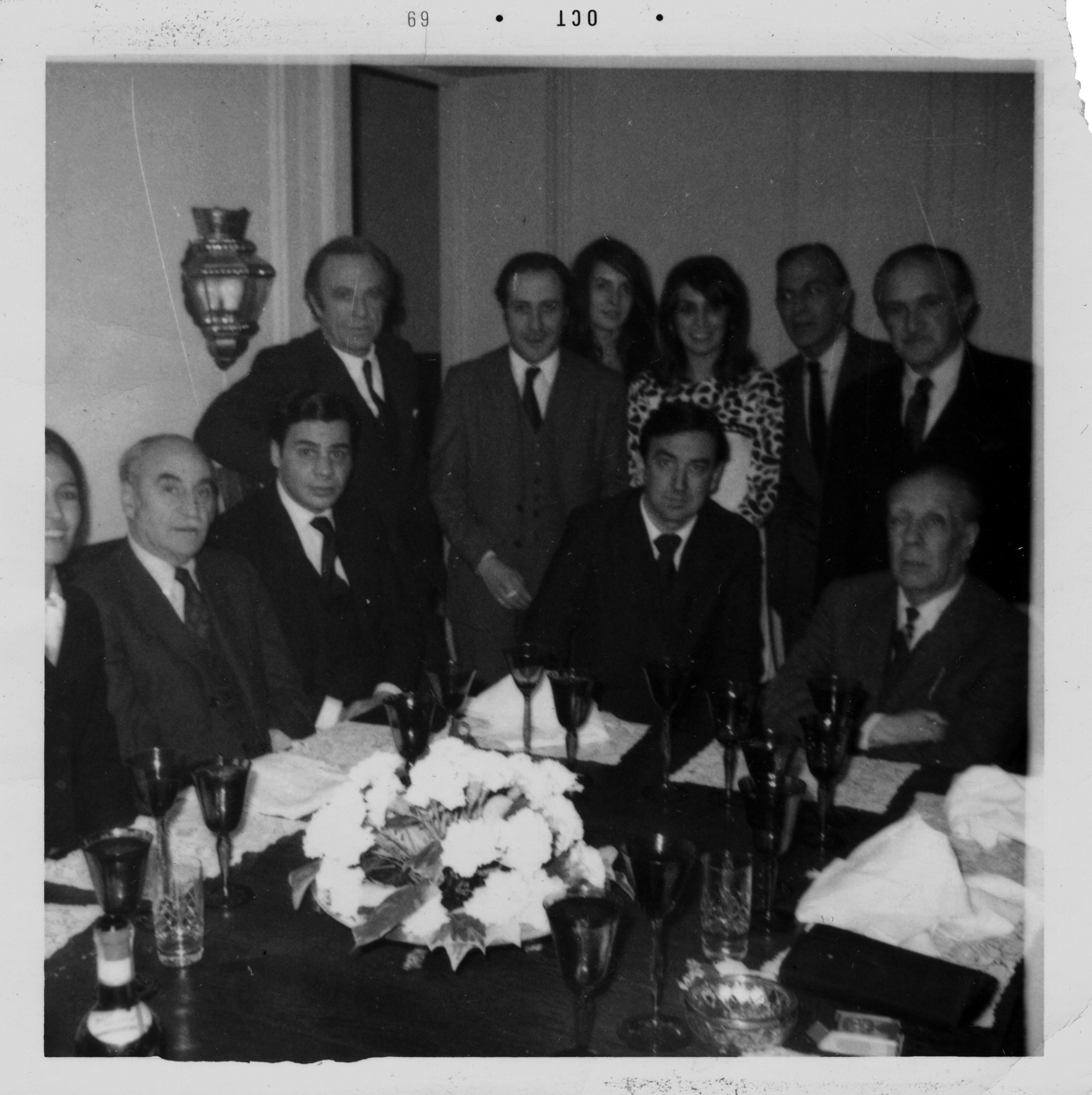
Francisco Ayala con un grupo de personas entre los que se encuentran Héctor A. Murena, Jorge Luis Borges y Adolfo Bioy Casares. Buenos Aires, 1969.

A partir de la década de los cuarenta las reseñas literarias dejan paso a textos más extensos de diversa tipología (prólogos, artículos en revistas, ensayos... ) en torno a aspectos de la teoría de la literatura. Estas nuevas indagaciones incluyen reflexiones sobre la propia obra de ficción, como ocurre en el “Proemio” a La cabeza del cordero (1949) o en el ensayo “El fondo sociológico en mis novelas” (1968), textos en los que el autor especula sobre su propio proceso de creación literaria. Como indica la profesora Estelle Irizarry, en sus estudios literarios Ayala muestra un interés constante por cuestiones de estilo, técnica y forma, y aunque no desdeña en su producción teórica géneros como el teatro o la poesía, será la novela su principal área de trabajo. La mayoría de estos estudios sobre teoría literaria fueron recopilados en el volumen El escritor en su siglo. Ayala dedicó sus ensayos críticos a Cervantes, El Lazarillo, Quevedo, Unamuno, Galdós y Machado. No cabe duda de que el Quijote fue su obra más estudiada, y que Cervantes fue su autor predilecto y al que más páginas dedicó.

### Colaboraciones en prensa
Desde su primer escrito en prensa aparecido cuando el autor contaba con 16 años –un artículo sobre la pintura de Julio Romero de Torres publicado en el semanario Vida aristocrática–, Ayala no dejó de colaborar en periódicos y revistas a lo largo de su vida. Durante la segunda mitad de los años veinte sus textos en publicaciones como La Época, El Globo, Revista de Occidente o La Gaceta Literaria versaban principalmente sobre cuestiones culturales; así, eran habituales las reseñas literarias o alguna que otra crítica teatral y cinematográfica firmadas por Ayala. Con la proclamación de la Segunda República y su carrera en la cosa pública, sus textos se centrarán en cuestiones sociales y políticas, tal como lo demuestran sus escritos aparecidos en Crisol, Luz y El Sol.  Tras el hueco de la guerra civil, las colaboraciones en prensa serán una de las ocupaciones con las que se gane la vida el Ayala exiliado en Buenos Aires, principalmente reseñas de obras literarias y ensayos en los periódicos La Nación y Sur. Otras publicaciones periódicas acogerían los textos sociológicos del autor, como las revista La Ley, Argentina Libre, Pensamiento español o Cuadernos Americanos. 
Aunque nunca dejó de colaborar en prensa, la producción intelectual de Ayala durante los años de estancia en Puerto Rico y Estados Unidos se centró en su labor académica, preferentemente en los estudios literarios. 
Retornado del exilio a los setenta años, Francisco Ayala inicia sus colaboraciones en periódicos y revistas de la capital española. Será frecuente su firma en las páginas de los diarios Informaciones, El País y ABC, o en revistas como Saber leer. La mayoría de estos escritos fue publicada en recopilaciones en los siguientes libros: 
- Palabras y letras (1983).
- La retórica del periodismo y otras retóricas (1985).
- Mi cuarto a espadas (1988).
- Contra el poder (1992).
- En qué mundo vivimos (1996).

En palabras de Santos Juliá, con sus colaboraciones en prensa Ayala asume la tarea propia del intelectual, del escritor público. 

Con realismo y sin nostalgia, evocando los momentos de su vida sin sentirse nunca aplastado por el peso del pasado; atento siempre a los cambios sociales y a las nuevas corrientes literarias; dando cuenta otra vez de los acontecimientos que ahora, definitivamente instalado en Madrid, le tocaba vivir, de los nuevos caminos que se abrían a la sociedad española a partir del proceso de transición de la dictadura la democracia; participando en los debates suscitados por los diferentes avatares que salpicaron el proceso de consolidación de la democracia; llamando la atención sobre los fantasmas del pasado o criticando abiertamente a quienes se mostraban desdeñosos de la política o presumían de ir, desde sus confortables posiciones sociales o académicas, contra el poder, contra todo poder, Ayala se dispuso, con sus setenta años cumplidos, a reemprender su tarea de escritor público.

### Traducciones

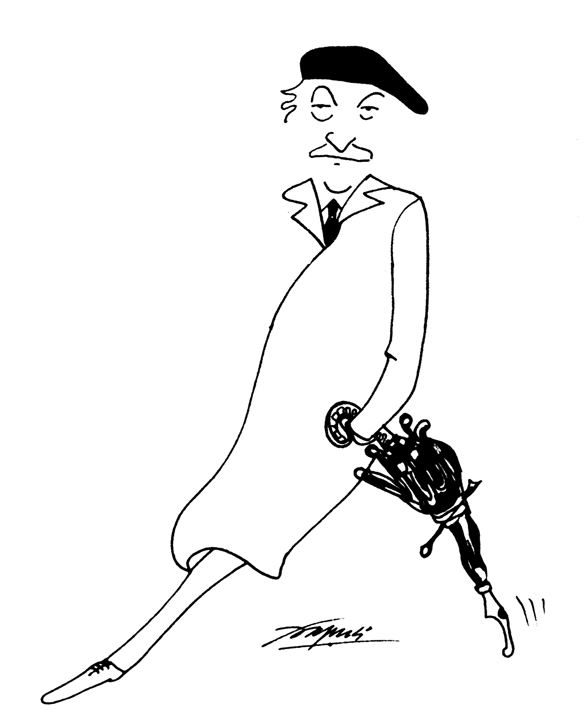
Caricatura de Francisco Ayala dibujada por Paco Puga.

Una faceta poco conocida de Francisco Ayala es su trabajo como traductor. En la época de su estancia en Berlín, en 1929, hizo Ayala su primera traducción, en colaboración con Beate Hermann: un relato alemán que acabaría por publicarse en la revista argentina Síntesis. El primer libro que tradujo fue una novela, Lorenzo y Ana, de Arnold Zweig, que aparecería publicada en 1930 en Ediciones Hoy, en Madrid. Ayala no dejó de hacer traducciones hasta el comienzo de la guerra en 1936, principalmente de libros alemanes de tema jurídico. 
Al poco de llegar a Buenos Aires, tras la guerra, se ocupó como traductor para la editorial Losada. Su primer encargo fue realizar una versión castellana de Los apuntes de Malte Laurids Brigge, de Rainer Maria Rilke, que apareció en 1941. En los años posteriores, Ayala habría de realizar numerosas traducciones para Losada y también para otras editoriales argentinas, como Sudamericana, Argos o Schapire. Se dedicaba sobre todo a textos literarios, principalmente del alemán, como Carlota en Weimar, de Thomas Mann, o las Conversaciones con Goethe de Johann P.Eckermann, pero también tradujo del portugués las Memorias de un sargento de milicias de Antônio de Almeida, del francés unas Páginas escogidas de Léon Bloy, y del italiano La romana de Alberto Moravia.
Este desempeño profesional, además, tuvo su reflejo teórico en una serie de textos que se publicaron en el diario bonaerense La Nación entre diciembre de 1946 y febrero de 1947, y que conforman el ensayo “Breve teoría de la traducción”, recogido por Ayala en varios de sus libros dedicados a los estudios literarios.

## Relación de libros publicados

### Obra narrativa y autobiográfica
- Tragicomedia de un hombre sin espíritu (1925).
- Historia de un amanecer (1926).
- El boxeador y un ángel (1929).
- Cazador en el alba (1930).
- Los usurpadores (1949).
- La cabeza del cordero (1949).
- Historia de macacos (1955).
- Muertes de perro (1958).
- El fondo del vaso (1962).
- El as de Bastos (1963).
- El jardín de las delicias (1971).
- Recuerdos y olvidos. 1. Del paraíso al destierro (1982).
- Recuerdos y olvidos. 2. El exilio (1983).
- Recuerdos y olvidos. 3. Retornos (1988).
- El tiempo y yo, o El mundo a la espalda (1992).
- De mis pasos en la tierra (1998).
- «La niña de oro» y otros relatos (2001).
- El jardín de las delicias [edición definitiva] (2006).
- Recuerdos y olvidos (1906–2006) [edición definitiva] (2006).

### Ensayo y artículos
- Indagación del cinema (1929).
- El problema del liberalismo (1941).
- Oppenheimer (1942).
- Historia de la libertad (1943).
- Los políticos (1944).
- Razón del mundo. Un examen de conciencia intelectual (1944).
- Histrionismo y representación (1944).
- Ensayo sobre la libertad (1944).
- Tratado de Sociología (1947).
- Ensayos de sociología política (1952).
- Introducción a las Ciencias Sociales (1952).
- Derechos de la persona individual para una sociedad de masas (1957).
- El escritor en la sociedad de masas (1958).
- La crisis actual de la enseñanza (1958).
- La integración social en América (1958).
- Tecnología y libertad (1959).
- Experiencia e invención (1960).
- Razón del mundo. La preocupación de España (1962).
- De este mundo y el otro (1963).
- Realidad y ensueño (1963).
- España a la fecha (1965).
- Problemas de la traducción (1965).
- El Lazarillo: reexaminado. Nuevo examen de algunos aspectos (1971).
- Confrontaciones (1972).
- Hoy ya es ayer (1972).
- Cervantes y Quevedo (1974).
- La novela: Galdós y Unamuno (1974).
- El escritor y su imagen (1975).
- Palabras y letras (1983).
- La estructura narrativa y otras experiencias literarias (1984).
- La retórica del periodismo y otras retóricas (1985).
- La imagen de España (1986).
- Mi cuarto a espadas (1988).
- Las plumas del Fénix (1989).
- El escritor en su siglo (1990).
- En qué mundo vivimos (1996).
- El escritor y el cine (1996).
- La invención del Quijote (2005).

### Obras traducidas por Francisco Ayala
Del alemán
- Arnold Zweig, Lorenzo y Ana (1930).
- Godehard J. Ebers, Derecho eclesiástico del Estado (1931).
- Karl Kautsky, El programa de Erfurt (1933).
- Carl Schmitt, Teoría de la constitución (1934).
- Ernst Manheim, La opinión pública (1936).
- Karl Mannheim, El hombre y la sociedad en la época de crisis (1936).
- Emil Ludwig, Tres dictadores… y un cuarto (1939).
- Arnold Zweig, El pensamiento vivo de Spinoza (1939)
- Hermann Rauschning, La revolución del nihilismo (1940).
- Thomas Mann, Carlota en Weimar (1941).
- Thomas Mann, Las cabezas trocadas (1941).
- Rainer Maria Rilke, Los cuadernos de Malte Laurids Brigge (1941).
- Hans Freyer, La sociología, ciencia de la realidad (1944).
- Georg Simmel, Schopenhauer y Nietzsche (1944).
- Emil Ludwig,  Beethoven (1944).
- Hans Kelsen, La idea del Derecho Natural y otros ensayos (1946).
- Maximilian Beck, Psicología: Esencia y realidad del alma (1947).
- Johann Peter Eckermann, Conversaciones con Goethe (1956).

Del inglés
- Jeremy Bentham, Tratado de los sofismas políticos (1944).
- Alex Comfort, La novela y nuestro tiempo (1949).

Del francés
- Juana Duprat, Las funciones sociales del Estado según el señor Posada (1931).
- François Mauriac, El pensamiento vivo de Pascal (1941).
- Georges Gurvitch, Las formas de la sociabilidad (1941).
- Léon Bloy, Páginas escogidas (1884-1905) (1946).
- Leonardo da Vinci, Breviarios (1952).

Del italiano
- Alberto Moravia, La romana (1950).

Del portugués
- Manuel Antônio de Almeida, Memorias de un sargento de milicias (1947).

### Obras completas
Las obras completas de Francisco Ayala fueron publicadas entre 2007 y 2014 por Galaxia Gutenberg/Círculo de Lectores. La edición estuvo a cargo de Carolyn Richmond y se compone de los siguientes volúmenes:
- Ayala, Francisco (2012). Obras Completas I. Narrativa. Prólogo de Carolyn Richmond. Barcelona: Galaxia Gutenberg-Círculo de Lectores. ISBN 978-84-672-2367-5.

- — (2010). Obras Completas II. Autobiografía(s). Prólogo de Luis García Montero. Barcelona: Galaxia Gutenberg-Círculo de Lectores. ISBN 978-84-672-2368-2.

- — (2007). Obras Completas III. Estudios literarios. Prólogo de Ricardo Senabre. Barcelona: Galaxia Gutenberg-Círculo de Lectores. ISBN 978-84-672-2369-9.

- — (2008). Obras Completas IV. Sociología y ciencias sociales. Prólogo de Salvador Giner. Barcelona: Galaxia Gutenberg-Círculo de Lectores. ISBN 978-84-672-2370-5.

- — (2009). Obras Completas V. Ensayos políticos y sociológicos. Prólogo de Pedro Cerezo Galán. Barcelona: Galaxia Gutenberg-Círculo de Lectores. ISBN 978-84-672-2371-2.

- — (2013). Obras Completas VI. De vuelta en casa (Colaboraciones en prensa 1976-2005). Prólogo de Santos Juliá. Barcelona: Galaxia Gutenberg-Círculo de Lectores. ISBN 978-84-672-5014-5.

- — (2014). Obras Completas VII. Confrontaciones y otros escritos (1923-2006). Prólogo de José-Carlos Mainer. Barcelona: Galaxia Gutenberg-Círculo de Lectores. ISBN 978-84-672-2372-9.

### Obras citadas
- Ayala, Francisco (1964). Death of a Way of Life (Joan MacLean, trad.). New York: Macmillan.

- — (1969). Obras narrativas completas. Estudio introductorio de Andrés Amorós. Ciudad de México: Aguilar. ISBN 978-84-204-0670-1.

- — (1988). Cazador en el alba. Prólogo de Rosa Navarro Durán. Madrid: Alianza Editorial. ISBN 84-206-3225-2.

- — (1992). Los usurpadores. Introducción de Carolyn Richmond. Madrid: Cátedra. ISBN 84-376-1079-6.

- — (1995). Historia de macacos. Edición de Carolyn Richmond. Madrid: Castalia. ISBN 84-7039-708-7.

- — (2006a). El jardín de las delicias. Madrid: Alianza Editorial. ISBN 978-84-206-4797-5.

- — (2006b). La cabeza del cordero. Edición de Rosario Hiriart. Madrid: Cátedra. ISBN 84-376-0146-0.

- — (2012).  Irma Emiliozzi, ed. Francisco Ayala en La Nación de Buenos Aires. Valencia: Pre-Textos. ISBN 978-84-338-5066-9.

- — (2014). Muertes de perro. Estudio introductorio de José María Merino. Madrid: Real Academia Española - Alfaguara. ISBN 978-84-204-0670-1.

- — (2018). Transformaciones. Escritos sobre política y sociedad, 1961-1991. Estudio introductorio de Alessio Piras. Granada: Editorial Universidad de Granada - Fundación Francisco Ayala. ISBN 978-84-338-6359-1.

- — (2020a). La invención del Quijote. Indagaciones e invenciones cervantinas. Madrid: Pigmalión. ISBN 978-84-17825-82-9.

- — (2020b). Recuerdos y olvidos (1906-2006). Madrid: Alianza Editorial. ISBN 978-84-9181-905-9.

- Bonet, Juan Manuel (2007). Diccionario de las vanguardias en España 1907-1936. Madrid: Alianza Editorial. ISBN 978-84-206-8212-9.

- Correa Ramón, Amelina (2010). La familia de Francisco Ayala y su infancia. Granada: Editorial Universidad de Granada - Fundación Francisco Ayala. ISBN 978-84-338-5066-9.

- Ellis, Keith (1964). El arte narrativo de Francisco Ayala. Madrid: Gredos.

- García Montero, Luis (2006). Francisco Ayala y el cine. Madrid: Visor Libros. ISBN 84-7522-772-4.

- — (2009). Francisco Ayala. El escritor en su siglo. Granada: Diputación. ISBN 978-84-7807-482-2.

- Gómez Ros, Manuel (ed.) (2015). Muertes de perro y otros documentos de Ayala en la Universidad de Princeton. Granada: Universidad de Granada - Fundación Francisco Ayala. ISBN 978-84-338-5751-4.

- Irizarry, Estelle (1971). Teoría y creación literaria en Francisco Ayala. Madrid: Gredos.

- Mora Sánchez, Miguel Ángel (1992). «La crítica de Ayala a la novela española de vanguardia: Algunas reseñas publicadas en la Revista de Occidente y La Gaceta literaria».  En Antonio Sánchez Trigueros y Antonio Chicharro Chamorro, ed. Francisco Ayala, teórico y crítico literario. Granada: Diputación Provincial de Granada. ISBN 84-7807-064-8.

- Orozco Díaz, Emilio (2010). El jardín de las delicias de Ayala. Granada: Editorial Universidad de Granada - Fundación Francisco Ayala. ISBN 978-84-338-5158-1.

- Ribes Leiva, Alberto J. (2007). Paisajes del siglo XX. Sociología y literatura en Francisco Ayala. Madrid: Biblioteca Nueva. ISBN 978-84-9742-625-1.

- Richmond, Carolyn (2018). Días felices. Aproximaciones a El jardín de las delicias de Francisco Ayala. Sevilla: Fundación José Manuel Lara. ISBN 978-84-15673-94-1.